# Brinkbacka
Brinkbacka är en bebyggelse öster om Gottröra i Gottröra socken i Norrtälje kommun. SCB avgränsar här från 2023 en småort.